# Kobani
Kobani of 'Ayn al-'Arab (Koerdisch: Kobanî of Kobanê, Arabisch: عين العرب) is een plaats in het Syrische gouvernement Aleppo. Volgens het Syrisch Centraal Bureau voor de Statistiek (CBS), had Kobani een bevolking van 44.821 mensen bij de volkstelling van 2004. Volgens een schatting uit 2013 waren de meerderheid van de inwoners Koerden, terwijl Arabieren en Syrische Turkmenen elk 5% van de populatie uitmaakten, en Armeniërs 1%. Als gevolg van de Syrische Burgeroorlog is de stad sinds 2012 onder controle van de Koerdische Volksbeschermingseenheden (YPG). In 2014 werd Kobani uitgeroepen tot het bestuurscentrum van het district Kobani van Syrisch-Koerdistan (Rojava).

## Naam
De inwoners van de stad, veruit de meesten Koerden, geven de voorkeur om de naam "Kobanî" te gebruiken in plaats van de officiële naam van de stad: "′Ayn al-Arab", deze laatste naam is niet van Koerdische afkomst. Er bestaan een aantal verschillende theorieën over de precieze oorsprong van de naam "Kobanî". De meest geaccepteerde theorie luidt dat arbeiders van de nabij gelegen stad Suruç, in het huidige Turkije, die werkten in de stad toen het nog een treinstation was verwezen naar de plaats als de "Kompanie". Duitse bedrijven waren betrokken bij de aanleg van het treinstation en "Kompanie" is het Duitse woord voor bedrijf ("companie"). Uiteindelijk, toen uit het treinstation een nederzetting werd, evolueerde "Kompanie" naar de huidige naam "Kobanî"in het lokale Koerdische dialect.
De officiële naam van de stad luidt "′Ayn al-Arab" en wordt gebruikt door de Syrische staat en Syrische Arabieren. Deze naam betekent "Arabische Bron" en verwijst naar het gehucht dat bestond vlak ten zuiden van Suruç en vandaag de dag onderdeel van Kobani vormt. Dit gehucht bestond lang voor het ontstaan van Kobani en werd "Arap Punar" genoemd in het Turks.
De stad wordt in Nederlandstalige media vaak aangeduid met de Koerdische naam Kobani in plaats van de Arabische naam 'Ayn al-'Arab.

## Geschiedenis
Voor de Eerste Wereldoorlog werd het gebied voornamelijk bevolkt door semi-nomadische Koerdische stammen, velen maar niet allen onderdeel van de Milli confederatie. Deze stammen waren in de 19e eeuw gemigreerd vanuit het noorden en hadden de Arabische stammen terug gedrongen die voordien in het gebied gevestigd waren. In de zomer van 1883 verschaften lokale Koerden, die leefden in de vlakten ten oosten van de huidige stad Kobani, onderdak aan een Frans archeologisch team dat op weg was naar de nabijgelegen antieke Assyrische site van Arslan Tash.
In 1892 lagen er drie nederzettingen in de streek.
Tijdens de aanleg van de Bagdadspoorweg vielen Koerdische overvallers van de Busrawi- en Shahin Bey-clans, rivalen die tegenover elkaar leefden aan weerskanten van de vallei waarin tegenwoordig de stad is gelegen, de werkploegen lastig die probeerden basalt te ontginnen uit de nabijgelegen heuvels. Dit hing gedeeltelijk samen met het feit dat de Duitse bedrijven, verantwoordelijk voor de aanleg van de spoorlijn, laks waren met de betaling van compensatie aan de lokale landeigenaren. Duitse ingenieurs die in de streek verbleven van 1912 tot 1913 beschreven Arab Punar als een "klein Koerdisch dorp ongeveer 35 km ten oosten van de Eufraat" dat bestond uit "een kleine groep van modder-stenen hutten, velen bekroond met koepel als dak". Het gebied was klaarblijkelijk ook bekend van de zwermen bijtende zandvlooien.
De moderne stad heeft zich ontwikkeld rond het eenvoudige treinstation, gebouwd in 1912 langs de spoorweg door arbeiders uit de nabijgelegen stad Suruç. Het treinstation was deel van een spoorwegproject opgezet door de regering van het Ottomaanse Rijk met de bedoeling om Bagdad te verbinden met Berlijn in Duitsland. Armeense vluchtelingen ten gevolge van de Armeense Genocide in het Ottomaanse Rijk stichtten in 1915 naast het treinstation een dorp. Spoedig vestigden zich ook Koerden uit nabijgelegen gebieden in de plaats. Veel van de Koerden die zich vestigden in Kobani kwamen daar na gevlucht of gedeporteerd te zijn uit Koerdische gebieden in Turkije als gevolg van de Koerdische Sheikh Said-opstand in dat land in 1925. In 1921 werd de grens vastgesteld met Turkije langs de spoorlijn. Als gevolg hiervan kwam een deel van de stad aan de andere kant van de grens te liggen. In het midden van de twintigste eeuw waren er drie Armeense kerken en twee scholen in Kobani. In de jaren zestig emigreerden de meeste Armenen echter naar de Sovjet-Unie.

## Strijd met IS
De stad was van september 2014 tot maart 2015 het toneel van gevechten tussen Koerdische strijdkrachten en terreurgroep IS, tijdens de Syrische Burgeroorlog. Dit leidde tot een grote stroom vluchtelingen aan de grens met Turkije.